# Сарнівська Воля
Сарнівська Во́ля — колишнє село, а тепер — східна частина села Малнівська Воля в Україні, в Мостиському районі Львівської області. Орган місцевого самоврядування — Малнівськоволянська сільська рада.

## Історія
У 1867-1939 рр. Сарнівська Воля була присілком села Малнівська Воля Яворівського повіту (до 1918 р. — Королівства Галичини та Володимирії, з 1919 р. — Львівського воєводства). Українці-грекокатолики належали до парафії Малнівська Воля Мостиського деканату (після Першої світової війни — Краковецького деканату) Перемишльської єпархії.